# 춘추경좌씨전구해 권60~70 (보물 제1208-1호)
춘추경좌씨전구해 권60~70(春秋經左氏傳句解 卷六十~七十)은 인천광역시 연수구 옥련동, 가천박물관에 있는 조선시대의 목판본 책이다. 1994년 7월 29일 대한민국의 보물 제1208호로 지정되었다.

## 개요
이 책은 조선 세종 13년(1431)에 경상도관찰출척사(慶尙道觀察黜陟使) 조치(曺致)와 도사(都事) 안질(安質)의 주선으로 참의(參議) 박분(朴賁)의 가장(家藏) 선본(善本)인 좌씨전(左氏傳)을 구해서 청도지군사(淸道知郡事) 주소(朱邵)의 책임하에 청도(淸道)에서 출간(出刊)한 것이다. 제목록(諸目錄)에 보이지 않고 전부(前部) 권1-59까지가 결본(缺本)이며, 발문(跋文)에도 간행(刊行)사실만 간략히 기록(記錄)되어 있고 편제(編制) 등은 구체적으로 명시(明示)되지 않았다. 그러나 발문(跋文)에 의하면, “우리 동방(東方)이 문교(文敎)가 크게 행해져서 경서(經書) ·사서(史書)가 다 갖추어졌으나,『좌씨전(左氏傳)』만은 간행되지 못하여 춘추(春秋)를 공부(연구(硏究))하는 사람이 상고할 길이 없었다. 신해년(辛亥年)(1431)에 감사(監司) 조치(曺致), 도사(都事) 안질(安質)이 선본(善本)을 두루 구하여 나에게 그 일을 부탁하였는데 그해 중추(仲秋)에서 시작하여 중동(仲冬)에 이르러 조성(告成)하였다 ”하였다. 곧 판각(板刻)은 세종 13년(1431) 8월(月)에 마치고 인쇄(印刷)는 선덕(宣德)6년(1431) 11월에 개판(開板)한 것으로 나타난다. 
발문(跋文) 뒤에 “선덕육년(宣德六年) 십일월(十一月) 청도개판(淸道開板) ”이란 간기(刊記)가 있고 그 다음에 간행제원(刊行諸員)의 관명(官名) ·성명(姓名)이 10행(行)에 걸쳐 기록되었는데 교정(校正) ·도색(都色) ·색기관(色記官) ·각수(刻手) 등의 이름도 열기(列記)되었다. 위의 발문(跋文)에 의하면 좌씨전(左氏傳)은 우리나라에서 이때 처음으로 출간(出刊)된 것으로 추정된다. 
이 좌씨전(左氏傳)이 낙질(落帙)이기는 하나 조선초기 간본 좌씨전(左氏傳)으로 발문(跋文) ·간기(刊記) ·간행제원(刊行諸員)의 성명(姓名)이 열기(列記)되어 있어 서지학연구(書誌學硏究)는 물론, 경서(經書) 특히 좌씨전연구(左氏傳硏究)에 매우 중요한 자료이다.

## 같이 보기
- 춘추경좌씨전구해 권60~70 (보물 제1208-2호) - 보물 제1208-2호

## 참고 자료
- 춘추경좌씨전구해 권60~70 - 국가유산청 국가유산포털